# رویان

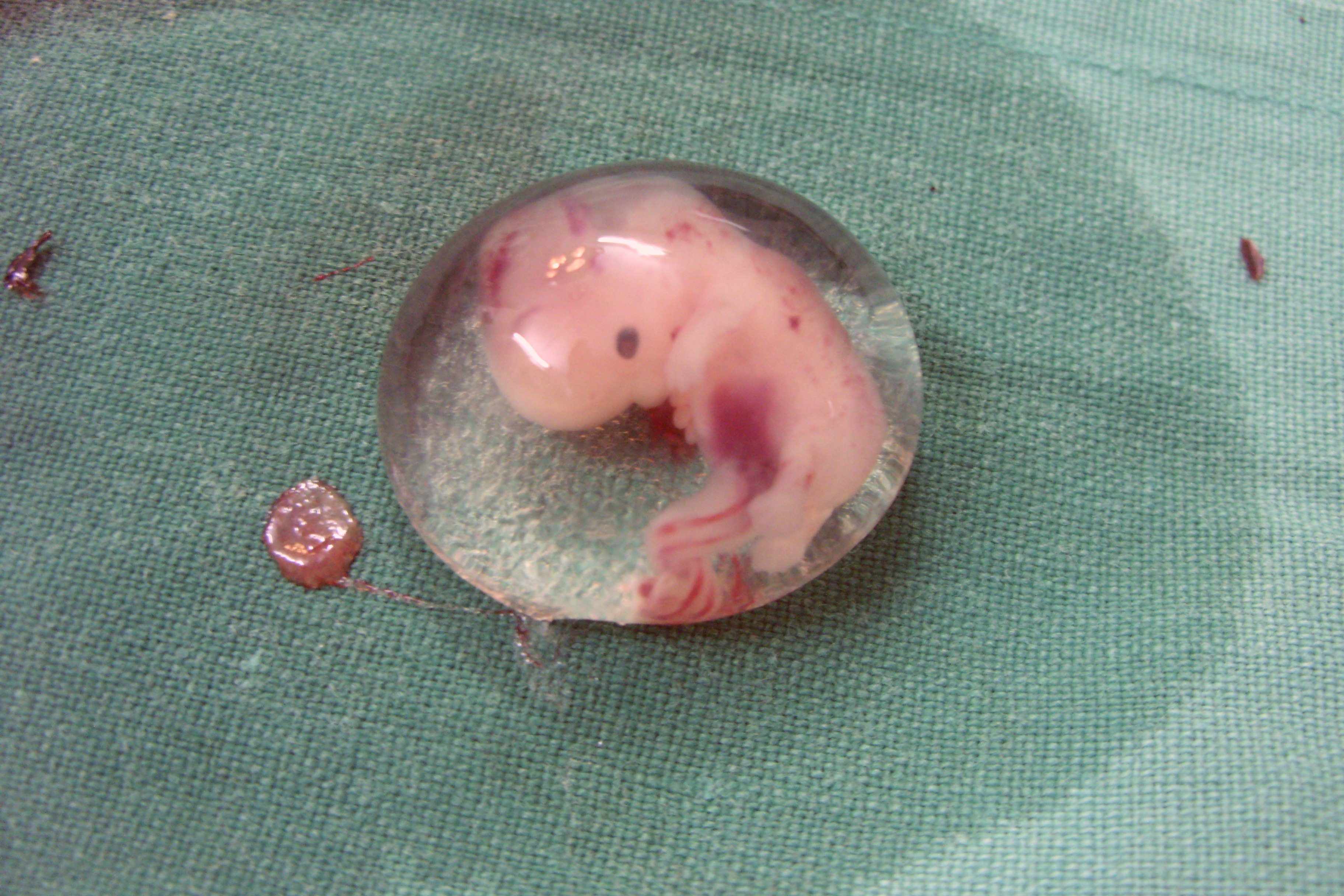
رویان انسانی در ششمین هفته رویش یا هشتمین هفته پس از لقاح

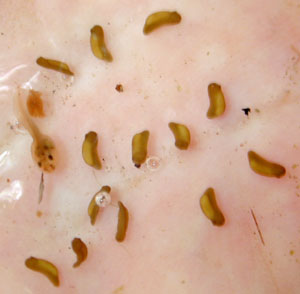
رویان‌های قورباغه چین‌دار و یک
بچه‌قورباغه (سمت چپ تصویر)

رویان (به انگلیسی: embryo)*، یک یوکاریوت چند سلولی دیپلوئید در نخستین مرحلهٔ رشد، از زمان اولین تقسیم سلولی تا زایش، تخم‌شکنی، یا رویش را گویند. در انسان‌ها یاختهٔ رشدکننده از لحظهٔ لِقاح تا پایان هفتهٔ هشتم، رویان نام دارد و پس از آن جنین نامیده می‌شود. نام پژوهشگاه رویان برگرفته از همین واژه است.